# Frans Ludvig Engdahl
Frans Ludvig Engdahl, född 2 oktober 1855 i Brönnestad, Kristianstads län, död 22 juli 1928 i Helsingborg, var en svensk amerikansk skulptör.
Han var son till en möbelsnickare och efter avslutad skolgång sökte han sig till Italien och Frankrike för att bedriva konststudier. Han emigrerade 1888 till USA där han ansågs som en skicklig porträttskulptör. Han var under en följd av år verksam som lärare vid konstakademien i Philadelphia. Han avled i Helsingborg under ett tillfälligt besök i Sverige. Engdahl är representerad vid ett flertal museum och institutioner i USA. Han är begravd på Nya kyrkogården i Helsingborg.